# 強藝元
強藝元（1980年3月15日—），常誤譯作姜藝媛，本名金智恩（김지은），韓國女演員。

## 簡介
小時候家境窮困，小學三年級兼任班長和合唱團團員，因此想成為聲樂家，也在《姐姐們的Slam Dunk 2》透露後來考進漢陽大學聲樂系，負責女高音，她在大學時以演員身份出道，在2000年參演韓語版《卡門》。後來因為聲帶結繭，加上在《海雲台》有很多呼喊戲，令問題惡化，在心理陰霾影響下而放棄唱歌。直到2017年，在《姐姐們的Slam Dunk 2》才正式重新接受治療和聲樂訓練。在節目中被確診為聲帶浮腫以致漏音，比結繭更為嚴重，但不需要動手術。可是，因為是女高音，女中音或更低的音域反而更吃力。節食除外，她對身體管理極為嚴格。第11集，反而因為音色單薄，轉為Unnies低音擔當，但在第13集，依然錄製高音即興和唱部分。同時於因拍攝MV的裝容，獲得刺蝟姊姊的綽號。
6月17日，強藝元在首爾舉辦藝術展，展示油畫才能，Unnies成員都到場應援。

## 演藝經歷
2022年6月30日，與經紀公司合約到期，離開2018年加入的J Wide Company，正在尋找新的去留。

## 演出作品

### 電視劇
- 2001年：SBS《Honey Honey》飾演 智恩
- 2004年：SBS《嫂嫂19歲》
- 2012年：MBC《第一千個男人》飾演 具美珍
- 2014年：OCN《壞小子們》飾演 劉美英
- 2016年：KBS《白熙回來了》飾演 楊昭熙/楊白熙
- 2017年：MBC《死而復生的男人》飾演 李智英A
- 2018年：tvN《Drama Stage－鬥士崔江順》飾演 崔江順
- 2021年：JTBC《只一人》飾演 姜世妍

### 電影
- 2002年：《Sex Of Magic（朝鲜语：마법의 성）》飾演 韓智慧
- 2002年：《中毒（朝鲜语：중독 (2002년 영화)）》飾演 英恩
- 2007年：《第一街的奇蹟（朝鲜语：1번가의 기적）》飾演 善珠
- 2009年：《海雲臺》飾演 金希美
- 2010年：《美麗的聲音（朝鲜语：하모니 (영화)）》飾演 姜有美
- 2010年：《開心鬼上身》飾演 鄭妍秀
- 2011年：《快遞驚魂（朝鲜语：퀵 (영화)）》飾演 雅倫
- 2012年：《驅鬼特攻隊》飾演 燦英
- 2014年：飾演 紅丹
- 2014年：《我戀愛的記憶（朝鲜语：내 연애의 기억）》飾演 朴恩珍
- 2014年：《無禮的她，挑剔的他》
- 2015年：《戀愛的味道》飾演 吉新雪
- 2016年：《El Condor Pasa（朝鲜语：엘 꼰도르 빠사）》飾演 秀荷
- 2016年：《來見我（朝鲜语：날, 보러와요）》飾演 姜秀雅
- 2016年：《Trick（朝鲜语：트릭 (2016년 영화)）》飾演 崔英愛
- 2017年：《非正式特工（朝鲜语：비정규직 특수요원）》飾演 張英實
- 2019年：《壞傢伙們：The Movie（朝鲜语：나쁜 녀석들: 더 무비）》飾演 劉美英（友情出演）
- 2019年：《監弒：Watching》

## 綜藝節目
- 2015年6月20日－2016年2月27日：MBC《我們結婚了》（與吳閔碩）
- 2016年12月5日－2017年1月30日：SBS《Scene Stealer－電視劇戰爭》
- 2017年2月10日－2017年5月19日：KBS2《姐姐們的Slam Dunk 2》

## 音樂作品
- 2015年12月5日：單曲《오예 (Oh Yeah)》（與吳閔碩）
- 2017年5月12日：單曲《對嗎？（맞지？）》、單曲《啦啦啦頌（랄랄라 송 ）》（Unnies）

## 獎項
- 2010年：第18屆春史電影賞－最佳新人女演員獎《美麗的聲音（朝鲜语：하모니 (영화)）》
- 2015年：MBC演藝大賞－娛樂部門 人氣賞《我們結婚了》
- 2016年：KBS演技大賞－女子聯作獨幕劇賞《白熙回來了》

## 外部連結
- 強藝元的X（前Twitter）
- 強藝元的Facebook專頁
- 強藝元的Instagram帳戶